# Seleção Senegalesa de Futebol
A Seleção Senegalesa de Futebol (em francês:  Équipe de football du Senegal), apelidada de Leões de Teranga, representa Senegal no futebol internacional e é operada pela Federação Senegalesa de Futebol.
Senegal chegou às quartas de final da Copa do Mundo FIFA de 2002, tornando-se a segunda seleção da África a realizar esse feito (depois de Camarões em 1990). Conseguiu derrotar a, na época, atual campeã mundial França, terminar em segundo no grupo e vencer a Suécia na prorrogação nas oitavas de final, antes de perder para a Turquia nas quartas de final.
A primeira participação do país na Copa das Nações Africanas foi em 1965, quando acabou perdendo por 1 a 0 para a Costa do Marfim pelo 3.º lugar. Sediou a Copa das Nações Africanas de 1992, onde chegou às quartas de final e venceu seu primeiro título desta competição na edição de 2021, derrotando o Egito na final.

## Participações em competições

### Participações na Taça das Nações Africanas
A Seleção do Senegal participou até hoje em 9 edições da Taça das Nações Africanas, a primeira das quais em 1965, tendo ficado no 4.º lugar.
Organizou o evento no ano de 1992 atingindo nesse ano as quartas-de-final.
Em 2002 atingiu a final tendo sido derrotada nos pênaltis pela Seleção Camaronesa de Futebol, e em 2019 perdeu a decisão para a Seleção Argelina de Futebol.
Em 2022, foi campeã do Campeonato Africano das Nações de 2021.

### Participações em Copas do Mundo
A primeira participação da Seleção do Senegal em Copas do Mundo ocorreu em 2002, tendo defrontado e vencido a então seleção campeã do mundo, a França no jogo inaugural da competição. Acabou em sétimo lugar após ser eliminada nas quartas-de-final pela Turquia.

Apesar de favorita a Seleção do Senegal não conseguiu o apuramento para o Mundial de 2006, tendo ficado atrás da Seleção do Togo. Nas Eliminatórias da Copa do Mundo de 2018,após vencer a Seleção de Madagascar na segunda fase, com placar agregado de 5x2, sendo 2x2 no primeiro jogo e 3x0 para Senegal no segundo jogo, se classificou em 1.º lugar no seu grupo,garantindo assim vaga para o segundo Mundial de sua história.

## Títulos
| CONTINENTAIS | CONTINENTAIS                      | CONTINENTAIS | CONTINENTAIS                                     |
|              | Competição                        | Vezes        | Ano                                              |
| ------------ | --------------------------------- | ------------ | ------------------------------------------------ |
|              | Campeonato Africano das Nações    | 1            | 2021                                             |
|              | Campeonato das Nações Africanas   | 1            | 2022                                             |
|              | Copa Amílcar Cabral               | 8            | 1979, 1980, 1983, 1984, 1985, 1986, 1991, e 2001 |
|              | Copa CEDEAO                       | 1            | 1985                                             |
|              | Copa das Nações do Oeste Africano | 1            | 2019                                             |

## Campanhas de destaque
- Copa do Mundo
  - 7.º lugar - 2002
- Copa das Nações Africanas
  - 2.º lugar - 2002, 2019
  - 4.º lugar - 1965, 1990, 2006
- Copa Amílcar Cabral
  - 2.º lugar - 1982, 1993, 1997, 2000, 2005
  - 3.º lugar - 1981, 1987, 1988, 2007
- Jogos da Francofonia
  - medalha de prata: 2005